# Cessna 400

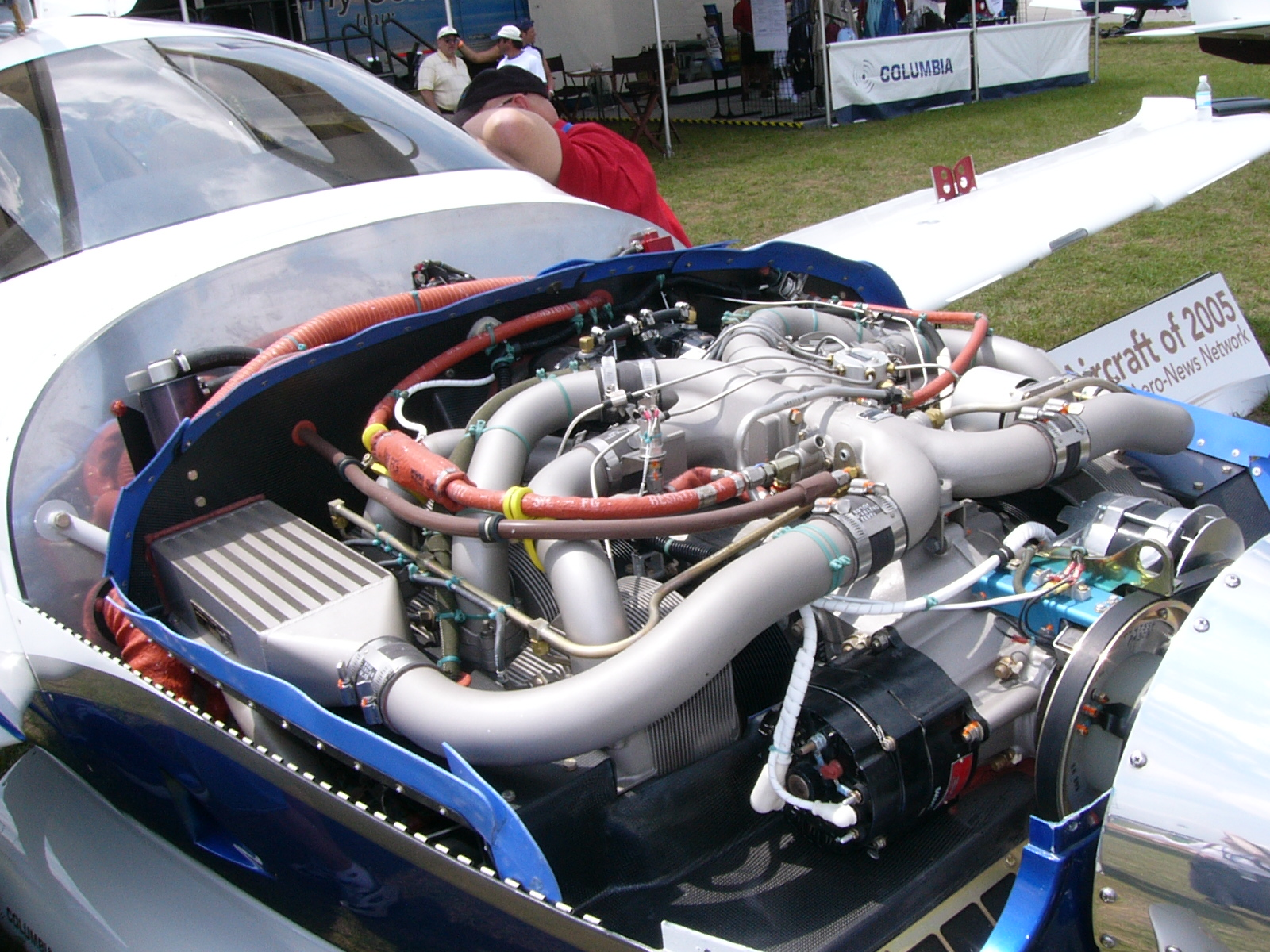
Montaje del motor Continental TSIO-550-C en un Columbia 400

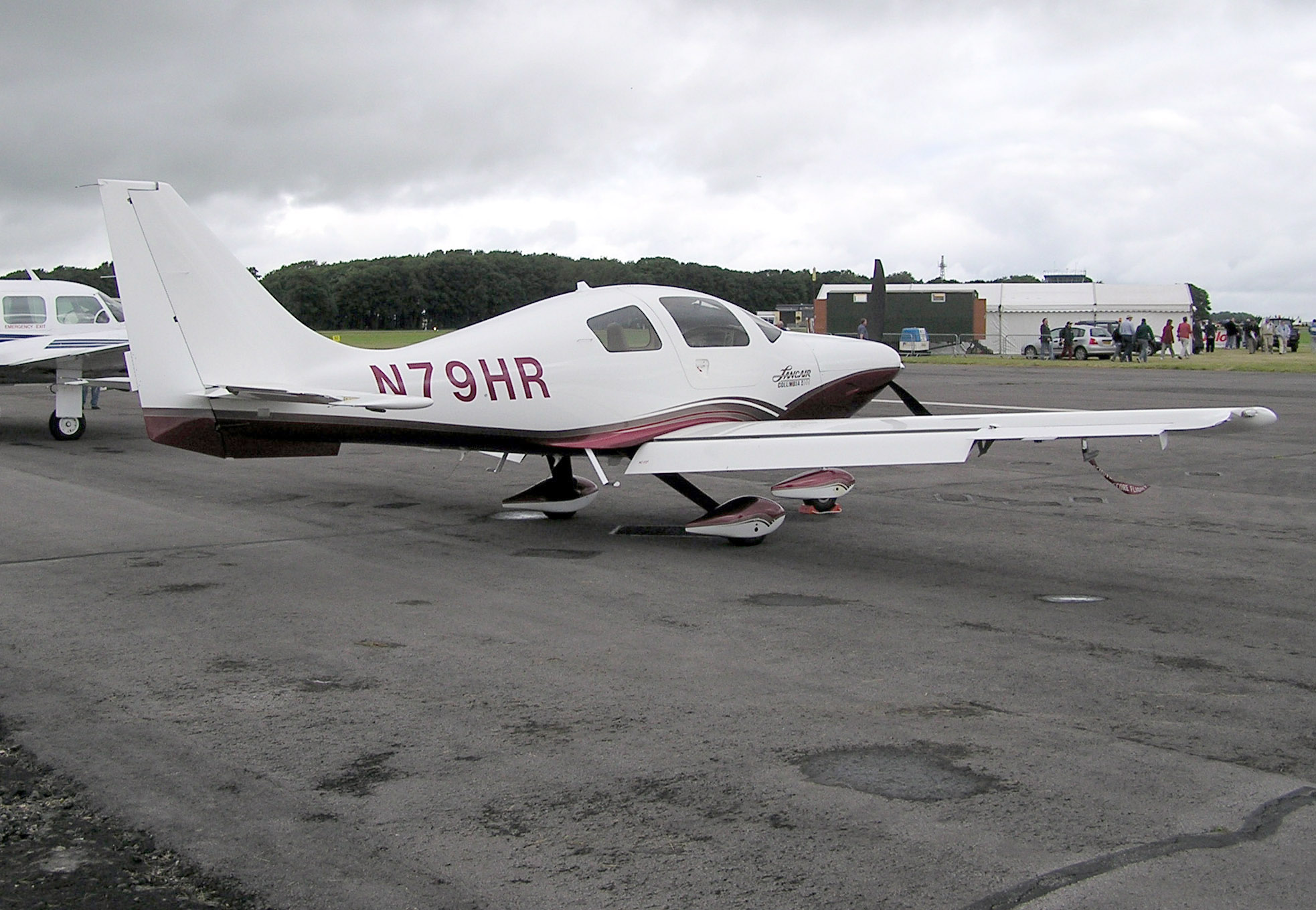
Columbia 400

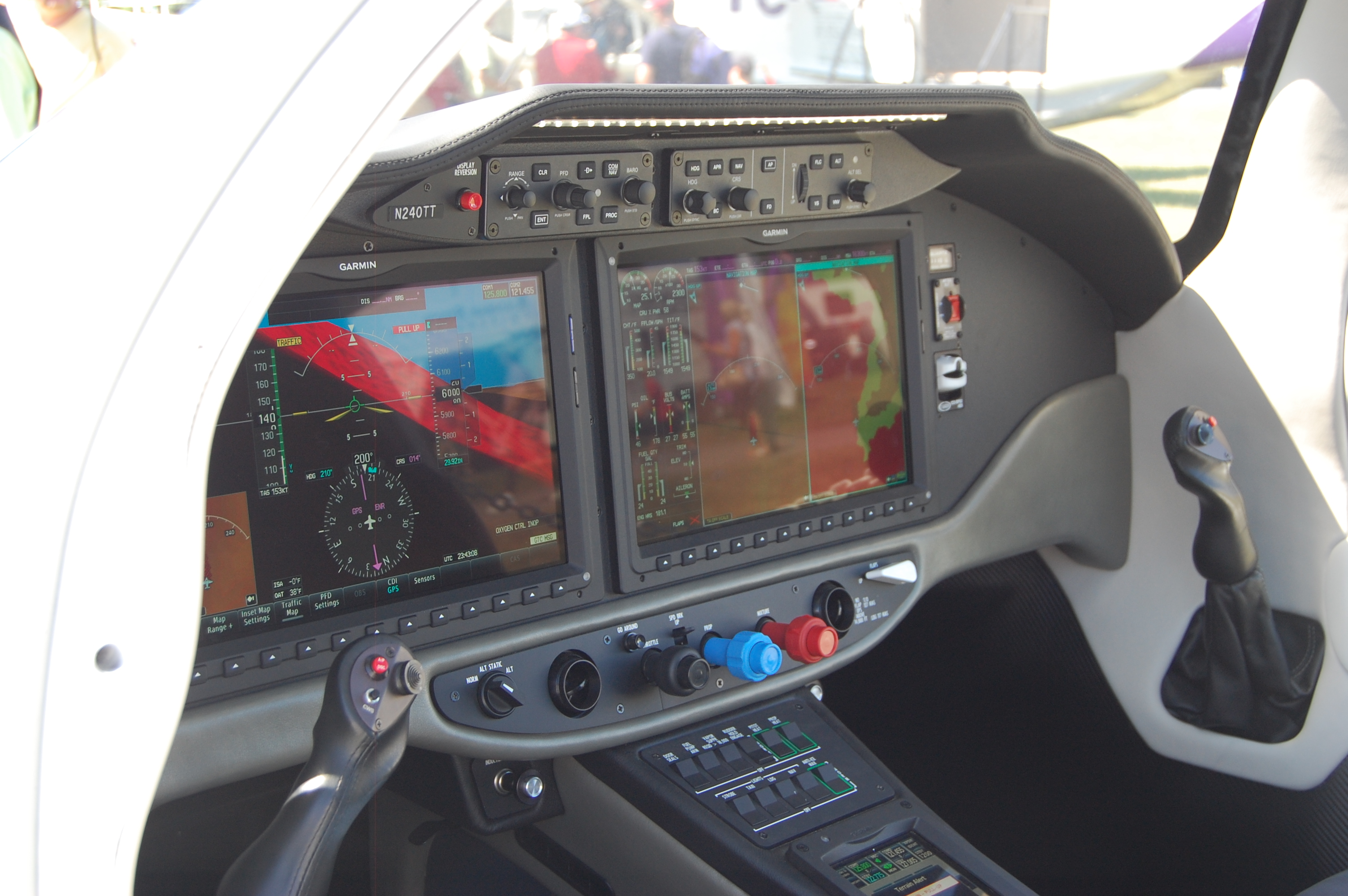
Modelo a escala del Cessna Corvalis TTX; presenta un conjunto de aviónica Garmin G2000

El Cessna 400 Corvalis es un avión monomotor a pistón de aviación general, de tren fijo, ala baja y construido con materiales compuestos por Cessna Aircraft.
El Cessna 400 era fabricado originalmente por Columbia Aircraft bajo el nombre de Columbia 400.

## Diseño y desarrollo
El Cessna 400 derivó del Columbia 300 que al mismo tiempo era una versión derivada del avión en kit Lancair ES de construcción experimental.
El Cessna 400 está propulsado por un motor a pistón turboalimentado Continental TSIO-550-C que genera 310 hp (230 kW) a 2600 rpm. Incorporaba una cabina de cristal Garmin G1000 que fue luego usada en el modelo Columbia 300 para convertirse en el Columbia 350. De dichos modelos preexistentes de Columbia, 350 y 400, Cessna sólo pudo lograr la certificación para el modelo 400.
El motor Continental TSIO-550-C es capaz de ser usado con una mezcla de combustible enriquecida (a baja temperatura de gases de escape). A 11 000 pies (3350 m) con una mezcla de combustible rica que muestre una TIT (temperatura interna de turbina) de 28 °C, la velocidad máxima de crucero es de 199 TAS con un consumo de 24.7 USgal/h. Con los mismos parámetros usando un rango de los 28° a los 60 °C el 400 alcanza 189 TAS con un consumo de 17.8 USgal/h
El Columbia 400 fue comercializado con un sistema de protección contra hielo adicional conocido como E-Vade, que no estaba certificado para volar dentro de situaciones conocidas de hielo. El sistema consiste en paneles recubiertos con películas de grafito en los bordes de ataque de las alas y la cola. Las superficies de estos paneles se calientan mediante un sistema eléctrico proveniente de un alternador de 70 voltios y 100 amperios especialmente acondicionado para esta función. Este sistema es controlado únicamente por un interruptor.
El 400 ofrece un sistema de freno aerodinámico opcional, ubicado sobre la parte superior de las superficies de los planos (similar al empleado por la serie M20 de Mooney)
El tren de nariz no se puede operar de forma directa; el control direccional durante el rodaje se consigue mediante el uso de frenado diferencial de las ruedas del tren principal
Inicialmente vendido como Cessna 400, luego recibió el nombre comercial de "Corvalis TT" el 14 de enero de 2009 debido a su característico doble turbo (Twin Turbo); Corvalis proviene del condado de Oregon, al oeste de las instalaciones de Cessna en Bend, destinadas a fabricar el avión antes de ser cerradas y de ser transferlas junto con su producción a Independence, Kansas, en 2009
En abril de 2009 Cessna anunció que iba a cerrar la fábrica de Bend donde se producía el Cessna 400 para trasladarla a Independence, trasladando la producción de los componentes construidos con material compuesto a México. La línea de producción recomenzó sus actividades en octubre de 2009 en las instalaciones de Independence para los trabajos de pintura, a razón inicial de un avión cada seis meses. Esta medida se tomó para permitir que los nuevos trabajadores junto a los 30 empleados preexistentes, se trasladaran desde Bend para ser capacitados y también le permitía a Cessna la oportunidad de alojar sus unidades sin vender de Cessna 350 y 400. Por entonces, la compañía anunció que movería la producción de los 350/400 a instalaciones permanentes a finales de 2009.
En diciembre de 2010 un Cessna 400 que estaba siendo sometido a vuelos de prueba por un piloto de la FAA, presentó una fuga de combustible causada por lo que se determinó posteriormente como una "falla estructural significativa en el ala durante el vuelo de prueba de aceptación. El recubrimiento del ala se desprendió de la costilla superior del ala. La longitud del desprendimiento fue de aproximadamente 7 pies  (2,15 m)". Como resultado la FAA emitió un boletín Emergency Airworthiness Directive (Suspensión de Aeronegavilidad de Emergencia, también abreviada como Emergency AD) a los siete Cessna 400s y un 350, todos en etapa de producción. Si bien este AD no afectó aviones que estuvieran en manos de cliente alguno, retrasó las entregas y determinó la interrupción de producción del modelo 350 En septiembre de 2011, la FAA demandó a Cessna por 2.4 millones de dólares por fallar en los requisitos de supervisión del control de calidad de los componentes de fibra de vidrio fabricados en su planta de Chihuahua, México. El exceso de humedad ambiental impidió que las partes se curaran correctamente y el departamento de control de calidad no detectó ninguno de los defectos presentados. La FAA también señaló otras 82 partes del avión que se habían hecho de forma incorrecta e igualmente ignoradas por el control de calidad.
El 29 de marzo de 2011 Cessna presentó una gran cantidad de mejoras en el Cessna 400 durante el Sun 'n Fun, designando la nueva variante como TTx. El avión venía de un éxito comercial efímero debido a la recesión de finales de la década de 2000 haciendo que de las 110 unidades entregadas en 2008 –el primer año que Cessna produjo dicho modelo– se bajara a 41 unidades en 2009 y tan sólo siete en 2010. El avión mejorado incorpora una nueva cabina de cristal llamada Intrinzic diseñada por Cessna y basada en la serie Garmin G2000; presenta dos pantallas de alta definición de 14 pulgadas de diámetro que usa una rejilla infrarroja bajo el vidrio para recibir comandos al toque. El modelo mejorado también incorpora dos sistemas nuevos de actitud y rumbo, un piloto automático GFC 700, un sistema de evasión de tráfico Garmin GTS800, un transpondedor Garmin GTX 33ES con ADS-B y el Sistema de Protección de Estabilidad Electrónica de Garmin, que protege al avión cuando es operado en entornos de vuelo no controlado (por ejemplo avisa de una posible colisión en tierra con otra aeronave en un aeródromo sin torre de control). El nuevo modelo TTx no cuenta con instrumentos analógicos de respaldo y usa un instrumento electrónico L-3 Trilogy para tal fin. El TTx también incorpora un oxímetro de pulso integrado, un nuevo esquema de pintura y un nuevo interior. Al finalizar el Sun 'n Fun de 2011 la compañía indicó que había vendido 16 unidades del nuevo modelo TTx.
Para el Sun 'n Fun en marzo de 2012 la compañía anunció la disponibilidad de un paquete opcional que lo hace apto para volar dentro de condiciones de hielo conocidas. El sistema provee una protección contra formación de hielo por un tiempo de 2 horas y media.

### Pesos
El peso máximo de despegue del Cessna 400 es de 3600 lb (1633 kg) con un peso máximo de aterrizaje de 3420 lb (1551 kg). El peso vacío habitual sin equipo para deshielo es de 2575 lb (1168 kg). Con una carga total de combustible esto representa 413 lb (187 kg) como peso de carga útil distribuido entre tripulación y equipaje.

### Certificación
El avión estaba certificado originalmente  por la FAA bajo la normativa FAR 23, el 8 de abril de 2004 como el Model LC41-550FG (correspondiente a "Lancair Certified Model 41, con motor Continental 550 y FG para Fixed Gear ó tren fijo") y comercializado bajo la designación Columbia 400. La certificación de la EASA fue añadida en febrero de 2009.
La certificación FAR 23 comprende que el Cesnna 400 está certificado en la Categoría Utilitario, con un límite de factor de carga positivo de 4.4, mientras que aviones similares (como el Cessna 182 o el Cirrus SR22) están certificados en la Categoría Normal con un factor de carga de 3.8
El Cessna 400 tiene una vida útil estructural de 25 200 horas de vuelo. Es el avión de tren fijo y un solo motor más veloz certificado por la FAA que se encuentre en producción actualmente, alcanzando una velocidad máxima de 235 KTAS (436 km/h) a 25 000 pies de altitud

## Variantes
Columbia 400
Modelo inicial producido por Columbia Aircraft
Cessna 400 TT Corvalis
Modelo inicial producido por Cessna, con la  TT describiendo Twin Turbocharged o biturbo.
Cessna TTx Corvalis
Modelo mejorado de Cessna  anunciado en marzo de 2011, con sistema de aviónica e interior diferentes. El primer TTx voló por primera vez el 2 de marzo de 2013 y está equipado con un Garmin G2000, 14 instrumentos de aviónica y un motor Continental TSIO-550-C de 310 hp (231 kW)

## Especificaciones (Cessna TTx)
Referencia datos: http://www.cessna.com/single-engine/cessna-ttx

### Características generales
- Tripulación: 1 piloto
- Capacidad: 4 ocupantes
- Carga: 454 kg de carga útil 54kg de equipaje
- Longitud: 7.86m
- Envergadura: 10.97 m
- Altura: 2.74 m
- Superficie alar: 13 m²(141ft²)
- Peso vacío: 1497 kg 3300 lb
- Peso útil: 454 kg (1000 lb)
- Peso máximo al despegue: 1633 kg (3600 lb)
- Planta motriz: 1× Motor recíproco con cilindros horizontalmente opuestos Continental Motors Inc. TSIO-550-C.
  - Potencia: 310 hp (231 kW, 314 CV)
- Hélices: tripala de metal, fabricada por McCauley Propeller Systems (subsidiaria de Cessna).

### Rendimiento
- Velocidad máxima operativa (Vno): 235 KTAS (nudos de velocidad real, 435 km/h)
- Velocidad de entrada en pérdida (Vs): 60 KCAS (velocidad indicada corregida en nudos), (111 km/h)
- Alcance: 2315 km (1250 nm)
- Radio de acción: km
- Alcance en combate: km
- Alcance en ferry: km
- Techo de vuelo: 25000 ft (7620 m)
- Régimen de ascenso: 1400 fpm (máximo rendimiento a nivel del mar, 427 mpm)